# Okręg wielkopolski Kościoła Adwentystów Dnia Siódmego w RP
Okręg wielkopolski – jeden z sześciu okręgów diecezji zachodniej Kościoła Adwentystów Dnia Siódmego w RP. Terytorialnie obejmuje zbory i grupy znajdujące się w granicach województwa wielkopolskiego i lubuskiego oraz powiatu wieruszowskiego z województwa łódzkiego. Siedziba okręgu znajduje się we Poznaniu.
Aktualnie do okręgu wielkopolskiego należy 8 zborów, 2 grupy i 1 stacja duszpasterska.
Seniorem okręgu wielkopolskiego jest pastor Piotr Zawadzki ze zboru w Poznaniu.

## Zbory
| Miejscowość         | Jednostka                     | Pastor                  | Starszy zboru       | Rok założenia |
| Gniezno             | zbór w Gnieźnie               | kazn. Piotr Zawadzki    | Bożena Kubów        | 2004          |
| Gorzów Wielkopolski | zbór w Gorzowie Wielkopolskim | kazn. Daniel Stasiak    | Marta Sowa          |               |
| Kalisz              | zbór w Kaliszu                | kazn. Piotr Zawadzki    | Sławomir Klimek     |               |
| Konin               | zbór w Koninie                | kazn. Mateusz Głogowski | Dorota Skąpska      |               |
| Poznań              | zbór w Poznaniu               | kazn. Piotr Zawadzki    | Sławomir Skrzypczak | 1895          |
| Świebodzin          | zbór w Świebodzinie           | kazn. Daniel Stasiak    | Leszek Kuchta       |               |
| Zielona Góra        | zbór w Zielonej Górze         | kazn. Piotr Bylina      | Jan Sydor           | 1904          |
| Żagań               | zbór w Żaganiu                | kazn. Mirosław Kania    | Alfred Banaszak     | 1920          |

## Grupy
| Miejscowość | Jednostka        | Pastor               | Starszy zboru       | Rok założenia |
| ----------- | ---------------- | -------------------- | ------------------- | ------------- |
| Leszno      | grupa w Lesznie  | kazn. Piotr Zawadzki | Karol Szymański     | 1906          |
| Września    | grupa we Wrześni | kazn. Piotr Zawadzki | Barbara Strzyżewska |               |

## Stacje duszpasterskie
Dojazdowa stacja duszpasterska, w której nabożeństwa odbywają się nieregularnie (raz lub kilka razy w miesiącu) według ogłoszenia, znajduje się w Jutrosinie.